# Silencer (zespół muzyczny)
Silencer – szwedzki zespół muzyczny grający black metal. Założony został w 1995 roku w Sztokholmie z inicjatywy gitarzysty Leere, do którego w krótkim czasie dołączył wokalista i frontman zespołu – Nattramn. W 1998 roku w wyniku współpracy z sesyjnym perkusistą Jonasem Mattsonem ukazało się jednoutworowe demo pt. Death – Pierce Me. Rok później zespół podpisał kontrakt z wytwórnią Prophecy Productions. Tym razem rolę perkusisty przejął Steve Wolz. W październiku 2001 roku wydany został jedyny pełny album grupy, również zatytułowany Death – Pierce Me. Wkrótce po wydaniu albumu Nattramn trafił do szpitala psychiatrycznego, co w konsekwencji spowodowało rozpad grupy.

## Dyskografia
- Death – Pierce Me (demo, 1998)
- Death – Pierce Me (2001, Prophecy Productions)